# Горн, Бенгт
Бенгт Классон Горн (10 ноября 1623 года, Вихус — 7 февраля 1678 года, Рига) — шведский генерал-губернатор Эстляндии.

## Происхождение и семья
Бенгт был членом семьи шведских баронов Горн. Его родителями были правительственный совет и наследник на Минне, барон Клас Кристерссон Горн (1587—1651) и Сигрид Оксеншерна (1590—1644). Фельдмаршал Кристер Горн (1622—1692) был его братом.
Горн трижды вступал в брак:
1. 1652 с Маргаретой Спарре (1631—1660), придворной дамой королевы Кристины
2. 1662 с Ингеборг Банер (1641—1675)
3. 1677 с Маргаретой Бельке (род. 1653)

## Карьера
Несмотря на то, что он был предназначен для гражданской государственной службы, Горн решил поступить в армию в возрасте 23 лет. Он присоединился к генералу Карлу Густаву Врангелю и участвовал в последних годах Тридцатилетней войны. В 1648 году он был произведен в подполковники и вернулся в Швецию в 1651 году, где в 1653 году стал полковником королевской лейб-гвардии. С 1654 по 1655 год он был губернатором Халланда. В 1655 году он был отправлен со своим полком в Польшу. Здесь он смог отличиться во время осады Мариенбурга. После захвата города он стал там же. Командир. В том же году он дослужился до звания генерал-майора и был назначен генерал-губернатором Эстонии. Позже он также был одним из сторонников мира в Кардисе. Он оставался губернатором Эстонии до 1674 года и был президентом Свеа Ховретта с 1674 по 1677 год, а в 1677 году он был повышен до звания фельдмаршала.